# GSC7109-2520
GSC7109-2520 — хімічно пекулярна зоря спектрального класу O9, що має видиму зоряну величину в смузі V приблизно 10,5.
Вона  розташована на відстані близько 428,0 світлових років від Сонця.

## Пекулярний хімічний склад
Зоряна атмосфера GSC7109-2520 має підвищений вміст 
He
.